# Pendilla de Arbas
Pendilla de Arbas (Pendieḷḷa en leonés) es una localidad española perteneciente al municipio de Villamanín, en la provincia de León, comunidad autónoma de Castilla y León.
Situado en la confluencia del arroyo las Vegas, arroyo de la Hoz y arroyo de Valvaler, que dan forma al arroyo de Camplongo, afluente del río Bernesga.
Los terrenos de Pendilla de Arbas limitan con los de Asturias al norte, Piedrafita y Piornedo al este, Tonín de Arbas y Camplongo de Arbas al sureste, Busdongo al sur, Arbás del Puerto al suroeste y Pajares al oeste.
Perteneció a la antigua Abadía de Arbas.